# Ratpenat nasofoliat de Sarawak
El ratpenat nasofoliat de Sarawak (Hipposideros doriae amb sinònim de ratpenat nasofoliat de Sabah amb nom científic Hipposideros sabanus) és una espècie de ratpenat endèmica de Malàisia.